# 大角嘴天主教小學
大角嘴天主教小學（英語：Tai Kok Tsui Catholic Primary School）是香港的一所天主教的全日制小學，校舍位於九龍大角咀大角咀道148號，於1972年創辦。該校的下午校現為大角嘴天主教小學 (海帆道)。

## 學校行政
歷任校監
- 1972年至1978年：覃文華 神父
- 1978年至1983年：楊靖文 神父
- 1983年至1986年：張志誠 神父
- 1986年至1991年：曾慶森 神父
- 1991年至2013年：陸達初 神父[2]
- 2013年至今：李家榮 先生

歷任校長
- 1972年至2002年：陳國明 先生[2][3]
- 2002年至2006年：戴劍輝 先生
- 2006年至2013年：李杞年 先生
- 2013年至2018年：陳淑儀 女士
- 2018年至今：周德輝 先生

歷任副校長
- 潘偉強 先生
- 陳瑞芝 女士
- 陳佩瑩 女士

## 學校設施

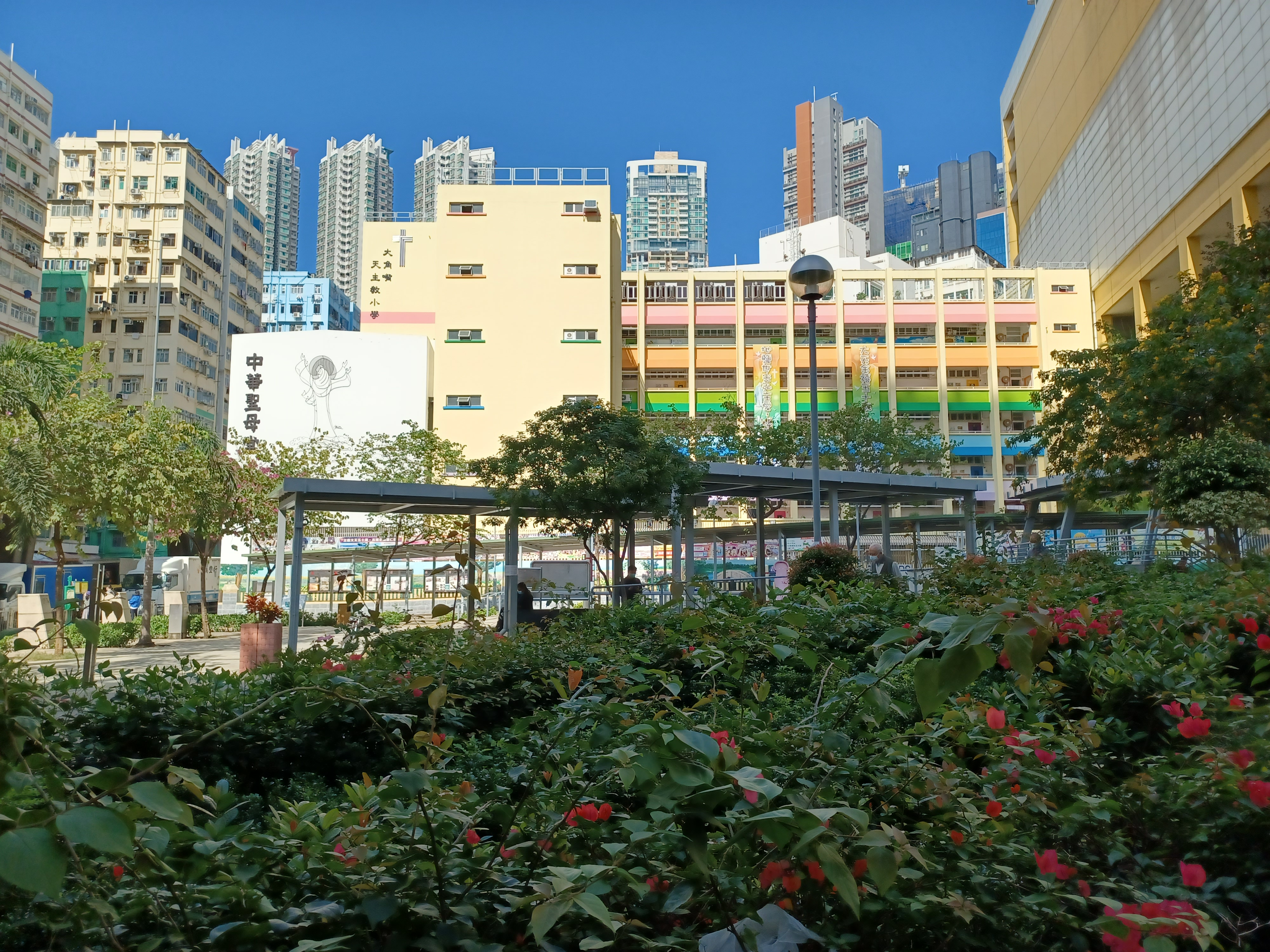
翻油後的大角嘴天主教小學校舍（2022年12月）

大角嘴天主教小學設有圖書館、電腦室（2間）、音樂室（2間）、視藝室、英語室、聖堂、校園電視台、資料室、教具室、家教會室、體育器材室、籃球場、禮堂、小禮堂。

## 課外活動
大角嘴天主教小學設有歌詠、敲擊、中樂、小提琴、視藝、中國舞、社交舞、國術、體操、跆拳道、球類、制服團隊、劍橋英語、朗誦隊（中、英、普）、奧林匹克數學、戲劇、花式跳繩。

## 著名/傑出校友
- 尹兆堅（1981年小六）：前香港立法會議員[4]
- 梁文廣（1996年小六）：香港立法會議員、前深水埗區議員[5]
- 林智遠（1981年小六）：審計署署長、前香港立法會選舉管理委會界別議員
- 鍾偉民：香港及澳門專欄作家及詩人

## 外部連結
- 大角嘴天主教小學 （页面存档备份，存于）